# Hoàng Bá Diệp
Hoàng Bá Diệp (sinh ngày 12 tháng 7 năm 1955) là một thẩm phán người Việt Nam. Ông có chức danh Thẩm phán Tòa án nhân dân tối cao. Ông từng giữ chức vụ Phó Chánh tòa Tòa phúc thẩm Tòa án nhân dân tối cao tại Hà Nội, Phó Chánh tòa Tòa phúc thẩm Tòa án nhân dân tối cao tại Đà Nẵng.

## Danh hiệu
- Huân chương Lao động hạng Nhì (được trao ngày 7/3/2016)[4]